# Камара, Иссиага
Иссиага́ Камара́ (фр. Issiaga Camara; род. 2 февраля 2005, Конакри) — гвинейский футболист, полузащитник клуба «Ницца», выступающий на правах аренды за шведский клуб «Броммапойкарна». Участник Олимпийских игр 2024 в Париже.

## Клубная карьера
Камара — воспитанник клуба «Ницца». 18 августа 2024 года в матче против «Осера» он дебютировал в Лиге 1.
23 июля 2025 года Камара был отдан в аренду с возможностью выкупа шведскому клубу «Броммапойкарна».

## Международная карьера
В 2024 году Камара был включён в заявку олимпийской сборной Гвинеи на участие в Олимпийских играх в Париже. На турнире он сыграл в матчах против команд Новой Зеландии, Франции и США.